# Brea Grant
Brea Grant (Marshall, 16 ottobre 1981) è un'attrice statunitense nota soprattutto per il ruolo di Daphne Millbrook nel telefilm Heroes.

## Biografia
Dal 2006 al 2009 è comparsa in Heroes nel ruolo di Daphne Millbrook, una giovane ragazza dotata di una particolare capacità che le permetteva di muoversi a velocità supersoniche.
Ha inoltre interpretato Ryan Chambers nella sesta stagione di Dexter (2011). Nel 2022 ha esordito come regista nel film horror e musicale Cuori strappati.

## Filmografia parziale

### Attrice

#### Cinema
- Halloween II, regia di Rob Zombie (2009)
- Oliver, Stoned., regia di Tom Morris (2014)
- Storia di un fantasma (A Ghost Story), regia di David Lowery (2017)
- Lucky, regia di Natasha Kermani (2020)
- Happily, regia di BenDavid Grabinski (2021)

#### Televisione
- Heroes - serie TV, 16 episodi (2006)
- Cold Case - Delitti irrisolti (Cold Case) - serie TV, episodio 5x17 (2007)
- Dexter - serie TV, 4 episodi (2011)
- La verità non può aspettare (The perfect student) - film TV, regia di Michael Feifer (2011)

### Regista
- Cuori strappati (2022)

## Doppiatrici italiane
Nelle versioni in italiano delle opere in cui ha recitato, Brea Grant è stata doppiata da:
- Emanuela Damasio in Halloween II, Dexter
- Laura Latini in Heroes, La verità non può aspettare
- Alessia Amendola in Cold Case - Delitti irrisolti
- Laura Facchin in CSI: Miami
- Valentina Stredini in Lucky